# Fluid (singel)
Fluid – dziesiąty singel polskiego rapera ReTo z jego szóstego albumu studyjnego, zatytułowanego STYXXX. Singel został wydany 4 października 2023.
Nagranie otrzymało w Polsce status potrójnie platynowego singla, przekraczając liczbę 150 tysięcy sprzedanych kopii.

## Geneza utworu i historia wydania
Piosenka została napisana i skomponowana przez Igora Bugajczyka i Łukasza Wróblewskiego, który również odpowiada za produkcję utworu.
Singel ukazał się w formacie digital download 4 października 2023 w Polsce za pośrednictwem wytwórni płytowej Spacerange w dystrybucji Sony Music Entertainment Poland. Piosenka została umieszczona na szóstym albumie studyjnym ReTo – STYXXX.

## Teledysk
Do utworu powstał teledysk w reżyserii Pawła Jóźwika, który udostępniono w dniu premiery singla za pośrednictwem serwisu YouTube.

## Lista utworów
- Digital download[2]

1. „Fluid” – 2:22

## Notowania
| Kraj   | Lista (2023)             | Najwyższa pozycja |
| ------ | ------------------------ | ----------------- |
| Polska | Billboard Poland Songs   | 1                 |
| Polska | OLiS – single w streamie | 1                 |

| Kraj   | Lista (2023)             | Pozycja |
| ------ | ------------------------ | ------- |
| Polska | OLiS – single w streamie | 48      |
| Polska | Lista (2024)             | Pozycja |
| Polska | OLiS – single w streamie | 72      |

## Certyfikaty
| Kraj          | Certyfikat         | Sprzedaż |
| ------------- | ------------------ | -------- |
| Polska (ZPAV) | 3× platynowa płyta | 150 000+ |